# Église Notre-Dame-la-Neuve de Chemillé
L’église Notre-Dame-la-Neuve de Chemillé est une église située à Chemillé-Melay (Maine-et-Loire), construite par le curé Brémon.

## Localisation
L'église est située à Chemillé, place des Perrochères.

## Historique
C'est le curé Brémon qui est à l'initiative de la construction de cette église afin de remplacer l'ancienne devenue trop petite et vétuste. Il choisit de construire l'église dans le style gothique angevin de la fin du XIIe siècle. C'est un style de transition entre le style roman et ogival. Ce style est peu commun dans la région.
L'édifice est inscrit au titre des monuments historiques en 2006.

## Description
On trouve, dans cette église, trois chapelles absidiales. Les chapelles dédiées au Sacré-Cœur et à Saint-Joseph sont situées respectivement à gauche et à droite du déambulatoire. La chapelle Notre-Dame de l’Assomption se trouve elle dans l’axe de l’église et est la principale des trois chapelles. 
À hauteur de la moitié de la nef, on trouve, de chaque côté de l’église, deux vitraux en lien avec l’histoire de la ville et de ses édifices religieux : 
- celui situé à gauche représente le passage du pape Urbain II par Chemillé. Ce dernier, après être passé par Limoges et Poitiers, se rendait à Angers pour y séjourner du 6 au 12 février 1096. Selon la légende, il serait donc passé par l’église Notre-Dame de Chemillé et l’aurait consacrée. On peut d’ailleurs observer cette dernière dans la partie supérieure du vitrail ;
- le vitrail situé à droite de la nef évoque quant à lui la consécration de l’église Notre-Dame-la-Neuve de Chemillé par l'évêque d’Angers, Charles-Émile Freppel, ainsi que les abbés de Bellefontaine et de Ligugé, le 23 septembre 1884. On peut observer, dans la partie inférieure du vitrail, la façade de l’église et une représentation de la Vierge, semblable à celle visible sur la façade de l’église.

## Orgue

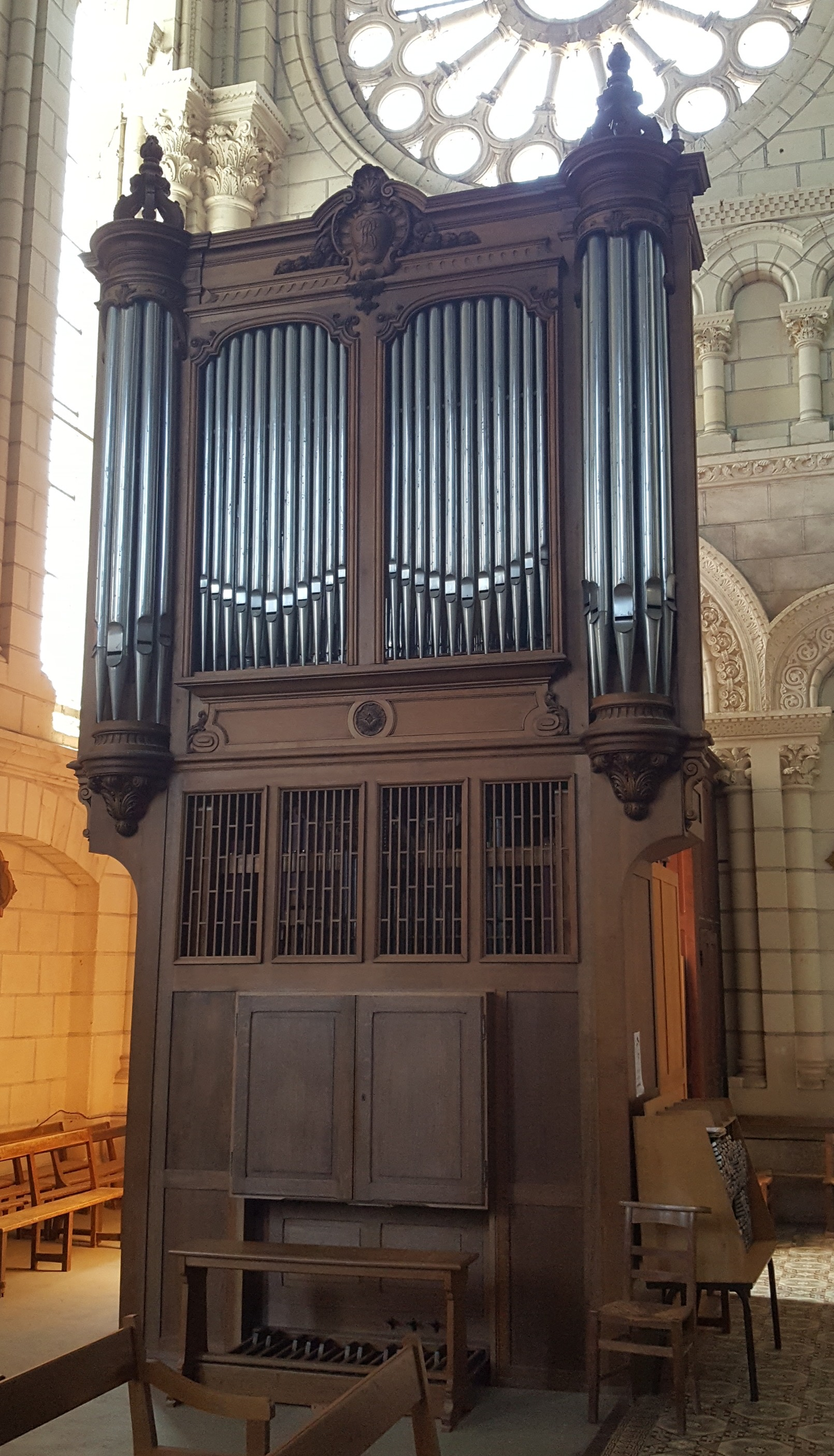
Orgue, situé dans le transept gauche.

L’orgue est construit en 1914 par le facteur Joseph Merklin. D’abord situé dans la tribune de la nef, il est ensuite déplacé et reconstruit plusieurs fois, en 1946, en 1960 et 1993, et se trouve aujourd’hui au sol, dans le transept gauche.

### Composition actuelle
| I - Grand-Orgue |    |
| Montre          | 8' |
| Bourdon         | 8' |
| Prestant        | 4' |
| Doublette       | 2' |
| Sesquialtera    | II |
| Plein-jeu       | IV |
| Trompette       | 8' |

| II - Positif |        |
| Bourdon      | 8'     |
| Flûte        | 4'     |
| Quarte       | 2'     |
| Larigot      | 1' 1/3 |
| Sifflet      | 1'     |
| Cromorne     | 8'     |

| III - Pédale |     |
| Soubasse     | 16' |
| Flûte        | 8'  |
| Basson       | 16' |

## Galerie

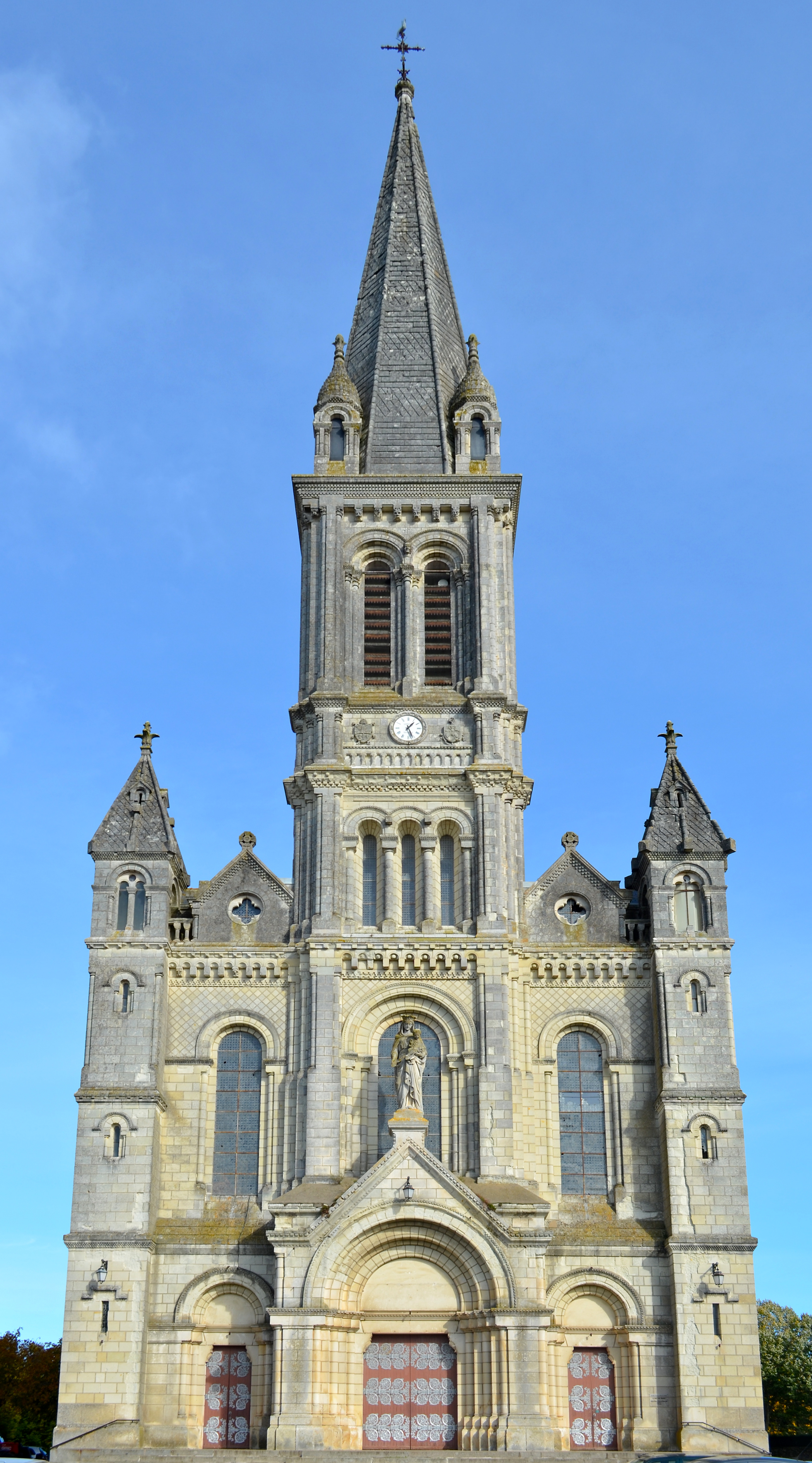
Clocher et portail de l'église.
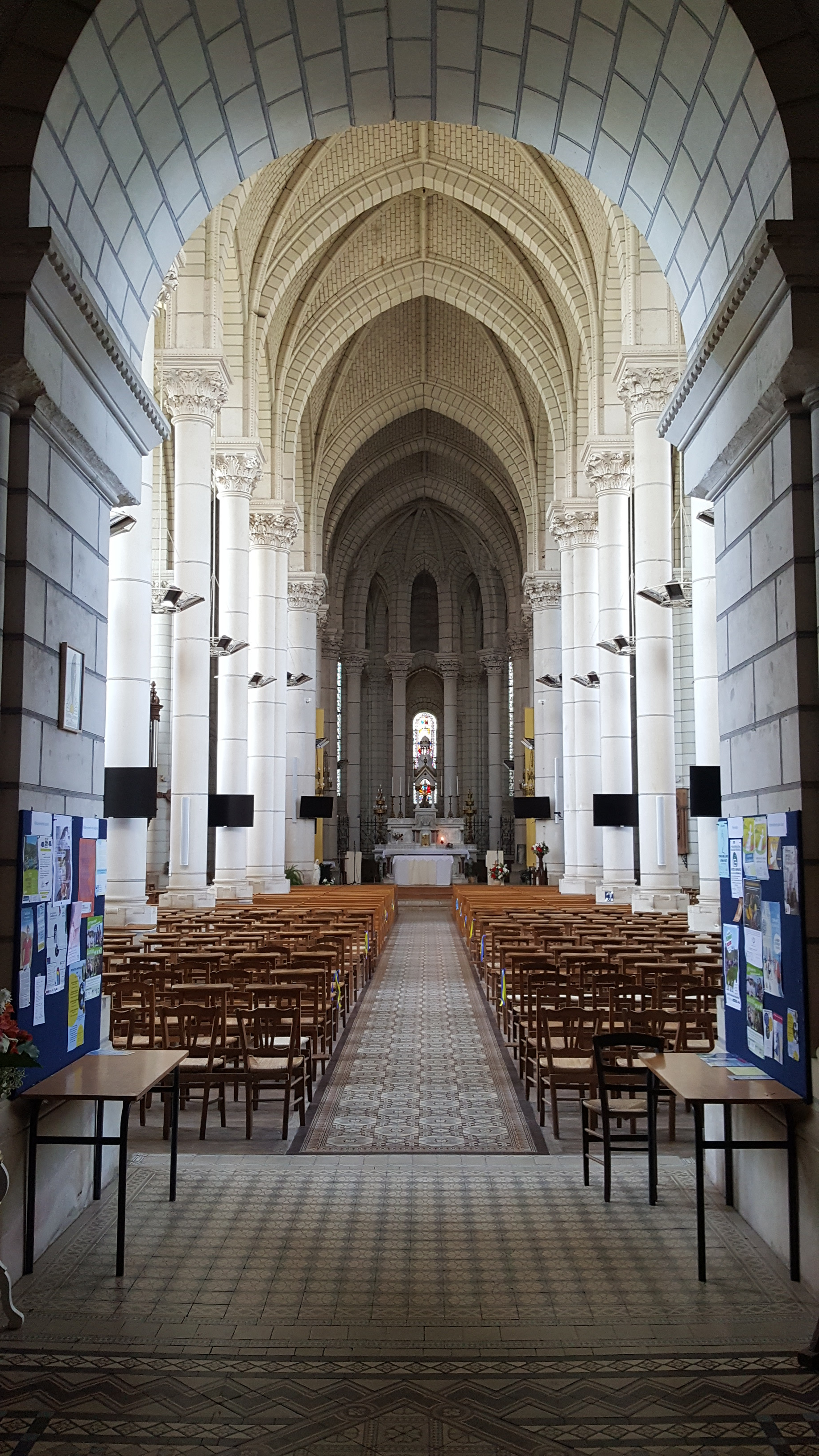
Nef.
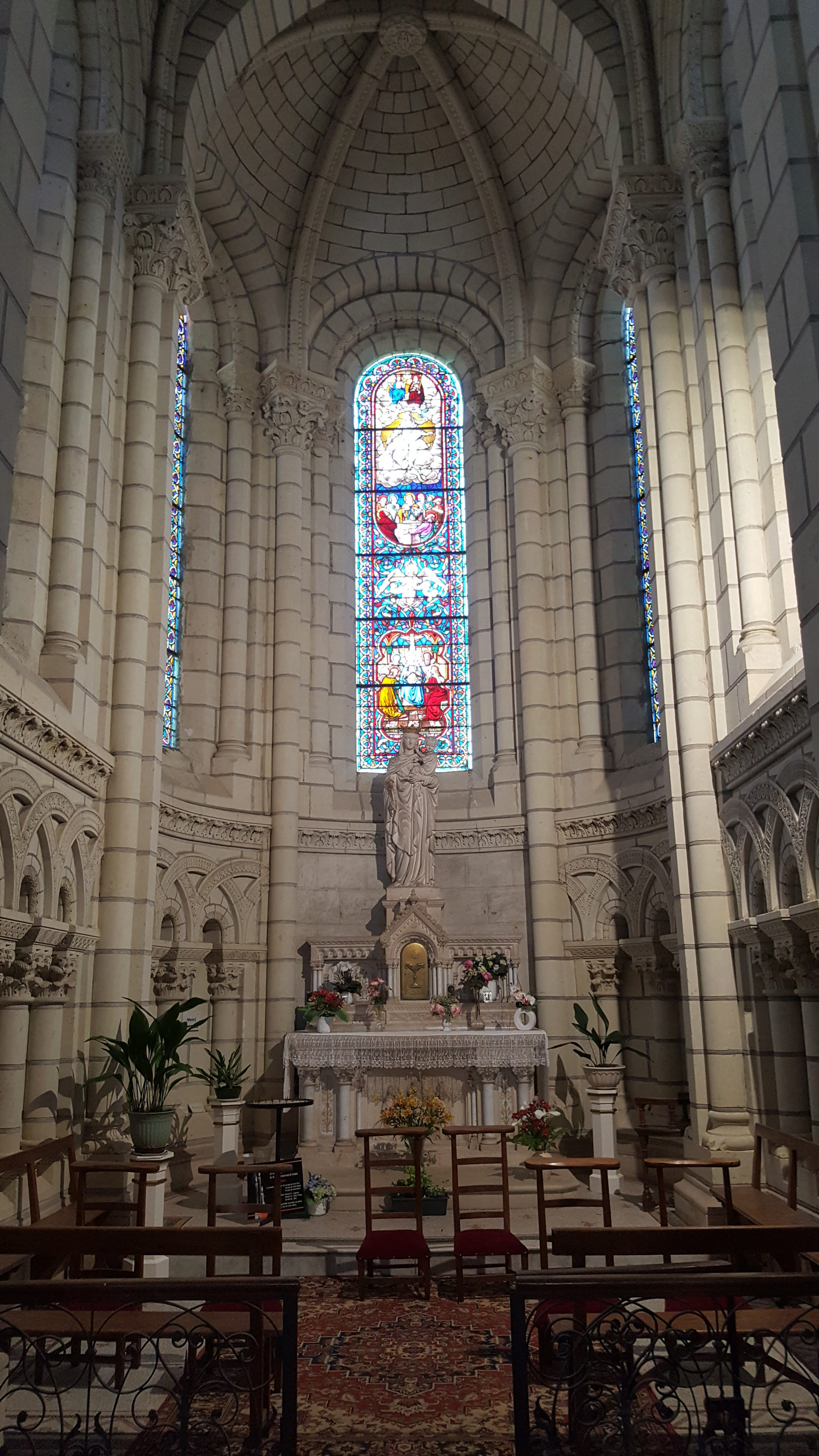
Chapelle Notre-Dame de l’Assomption.
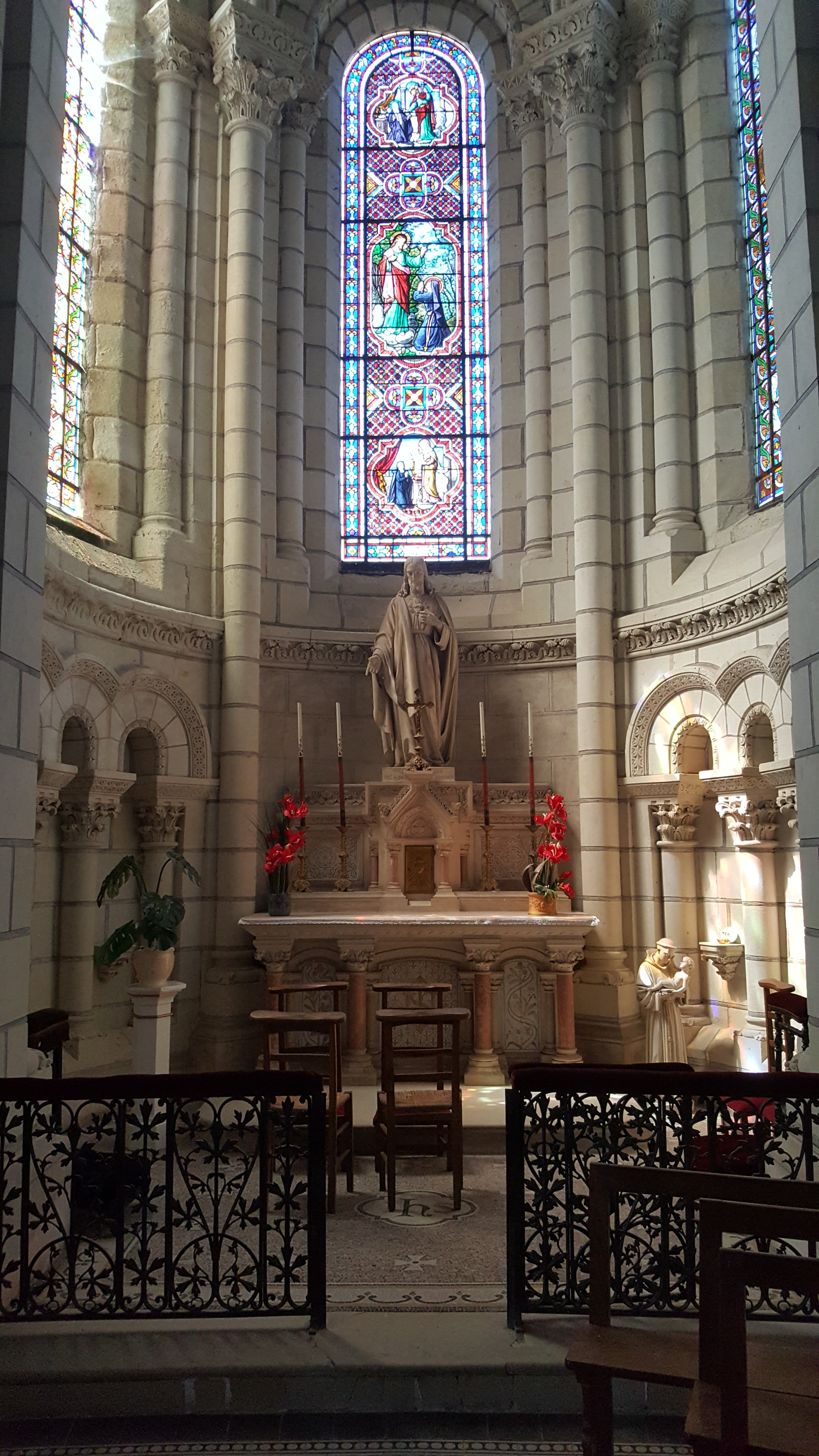
Chapelle du Sacré-Cœur.
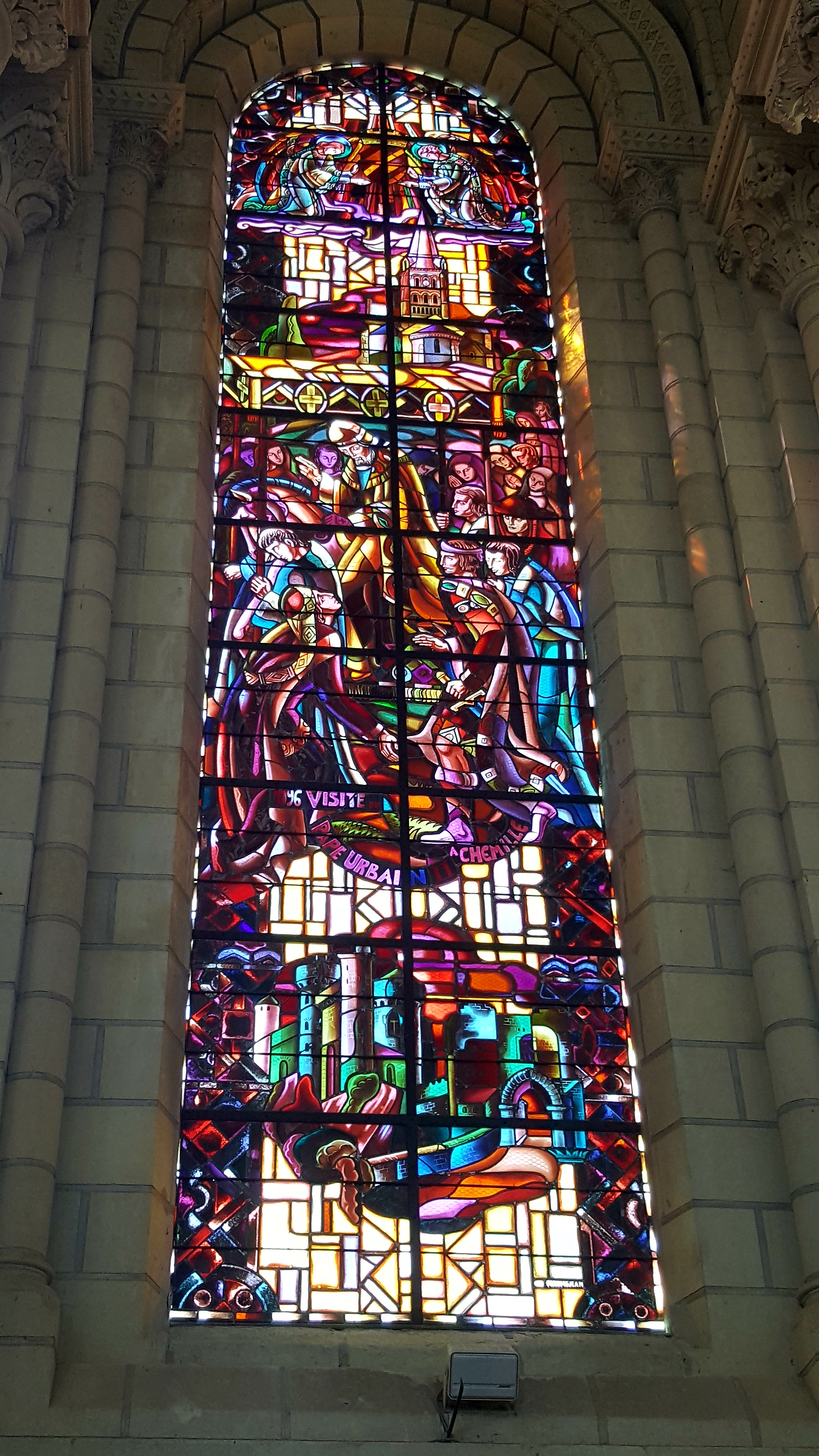
Vitrail du pape Urbain II.
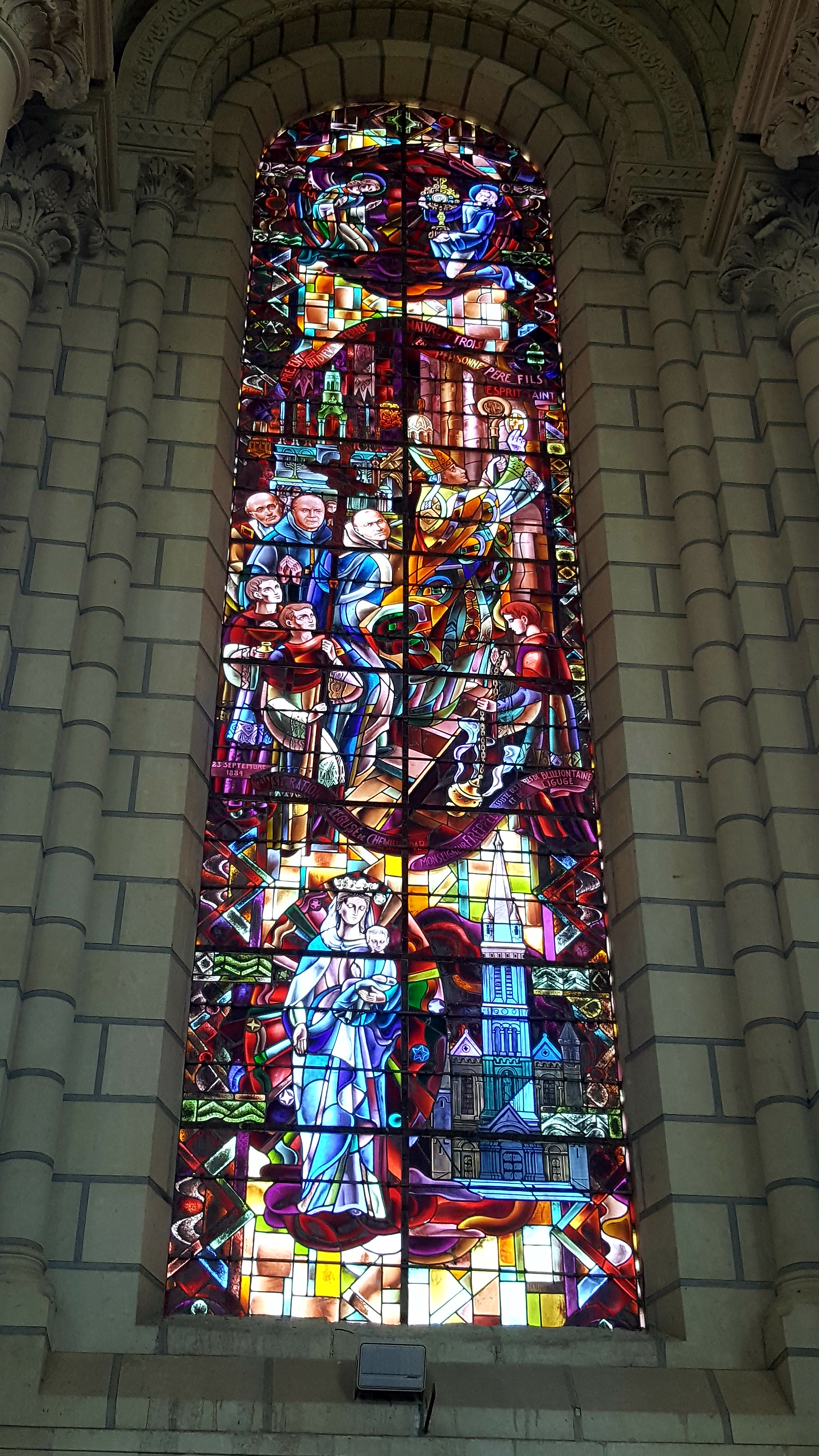
Vitrail de la consécration de l’église.